# Bảo toàn động lượng
Trong vật lý và hoá học, định luật bảo toàn động lượng (hay định luật bảo toàn động lượng tuyến tính) chỉ ra rằng động lượng toàn phần của một hệ cô lập là một đại lượng bảo toàn theo thời gian.
Định luật bảo toàn động lượng có thể được chứng minh chặt chẽ bởi định lý Noether.
Đối với các hệ quy chiếu phi quán tính, định luật bảo toàn động lượng có thể không còn đúng. Các ví dụ có thể kể đến của những hệ này bao gồm không-thời gian cong (curved spacetimes) trong thuyết vạn vật hấp dẫn hay tinh thể thời gian (time crystals) trong lý thuyết về vật chất ngưng tụ (condensed matter physics).
Ý tưởng về sự bảo toàn động lượng đã xuất hiện trong tác phẩm Principia Philosophiae của Descartes.